# Cis taiwanus
Cis taiwanus là một loài bọ cánh cứng trong họ Ciidae. Loài này được Chûjô miêu tả khoa học năm 1939.